# Zumpano
Zumpano (Zzumpànu in dialetto cosentino, Zumbàno in greco bizantino) è un comune italiano di 2 594 abitanti della provincia di Cosenza in Calabria. Il centro storico sorge ad est di Cosenza, a 429 metri s.l.m., sugli ultimi contrafforti della Sila Grande. Il territorio comunale è compreso tra 184 e 500 metri di altitudine.

## Origini del nome
L'origine del nome non è ancora stata chiarita ma potrebbe derivare dal cognome greco-calabrese Zumbano. Nei documenti risulta de Cimpano nel 1324, Zimpano nel 1326, nel 1432 De Cympano, e Zompano nel XVI secolo.

## Storia
Pare che Zumpano sia sorto su un nucleo preesistente, ma a costituire il primo vero insediamento abitativo furono i profughi cosentini, fuggiti dalla propria città a causa dell'invasione araba di Abulcasino intorno all'anno 1000. Lo stesso borgo fu in seguito attaccato dai Saraceni.
Zumpano ospitò fin dagli albori piccoli agglomerati di persone che vivevano delle proprie risorse. Per la vicina Cosenza rappresentò sempre un punto di riferimento in caso di attacco da parte di qualsiasi nemico, infatti la particolare morfologia del territorio sul quale si sviluppa favorì un'efficace difesa contro ogni assalitore.
Con la caduta dell'impero romano, le scorribande di popoli invasori, barbari prima, saraceni poi, si fecero sempre più violente contro quelle città piene di vita ed il cui commercio era particolarmente florido, proprio come Cosenza. Quando le minacce di invasione diventavano imminenti, i cosentini trovarono rifugio e protezione sulle montagne e sulle colline circostanti. Zumpano per le caratteristiche del suo territorio e la facilità di difesa rappresentò certamente una delle mete ideali per quanti volessero proteggersi più facilmente dagli attacchi nemici.
Le prime notizie storiche certe si hanno con l'invasione araba di Abulcassino nel 977 d.C. quando molti cosentini fuggirono e si sistemarono stabilmente fondando l'odierna Zumpano.
L'arrivo dei Normanni nelle terre del Sud nel 1059 d.C. contrastò efficacemente gli attacchi arabi ed essi assunsero in questo modo il controllo completo dell'intero territorio della valle del Crati.
I Normanni cercarono di sviluppare sul territorio un efficace sistema di protezione e di controllo, realizzando castelli e torri lungo l'intero corso del fiume. Il loro scopo consisteva nel realizzare una struttura difensiva con postazioni indipendenti l'una dall'altra, ma comunicanti fra di loro.
In questo periodo viene costruita la torre di Zumpano. Tuttora lo stemma del comune raffigura una torre con alla base due leoni, simboli della forza normanna, rivolti uno verso destra e l'altro verso sinistra. Secondo la tradizione popolare i due leoni rappresentano le frazioni di Motta e di Rovella, a difesa del centro raffigurato dalla torre. Nella parte superiore è raffigurata, a forma di corona, che ne identifica l'origine regale, una cinta muraria che indica l'appartenenza di Zumpano alla rete difensiva di torri e castelli voluti dai Normanni. Sotto l'effigie si intrecciano un ramoscello d'ulivo ed uno di quercia: l'ulivo è simbolo di pace e la quercia rappresenta la forza, il coraggio, la dignità e la perseveranza.
La presenza normanna a Zumpano è avvalorata dall'avere in San Giorgio il proprio santo protettore. Nel Medioevo la lotta di San Giorgio contro il drago divenne il simbolo della lotta del bene contro il male e per questo il mondo della cavalleria normanna vi vide incarnati i propri ideali.
Zumpano fu anche una delle 21 baglive dei casali di Cosenza. Nel 1644, insieme alle altre baglive, venne acquistato dal Granduca di Toscana, ma dal cui dominio si liberò con la rivolta di Celico del 23 maggio 1647. Nel 1743 la comunità di Zumpano venne inclusa nel Catasto onciario voluto da Carlo III di Borbone in quanto Centro demograficamente importante.
Uno dei più illustri personaggi di Zumpano fu Angelo Ritacca, che vi fondò una delle prime Vendite Carbonare della provincia di Cosenza.
Nel 1807, i Francesi ne fecero università, ma con il riordino del 1811, Zumpano divenne frazione di Lappano. Cinque anni più tardi, con il riassetto amministrativo della regione dato dai Borboni, Zumpano venne elevato a Comune con le frazioni di Motticella, Rovella, Altavilla e Lappano, ma le ultime due le vennero tolte nel 1834 definendo così il comune di Lappano.

## Monumenti e luoghi d'interesse
Palazzo Ritacca-Valentini si trova nella piazza antistante la chiesa madre di San Giorgio Martire ed è attualmente la sede del Comune di Zumpano. La costruzione attuale differisce notevolmente da quella originaria essendo stato il palazzo rimaneggiato più volte ed avendo subito danneggiamenti in seguito ai numerosi terremoti che nei tempi hanno colpito la nostra regione (molti edifici andarono in rovina nel terremoto del 1184, assai funesto per Cosenza ed in quello catastrofico del 27-28 marzo e dell'8 giugno 1638).

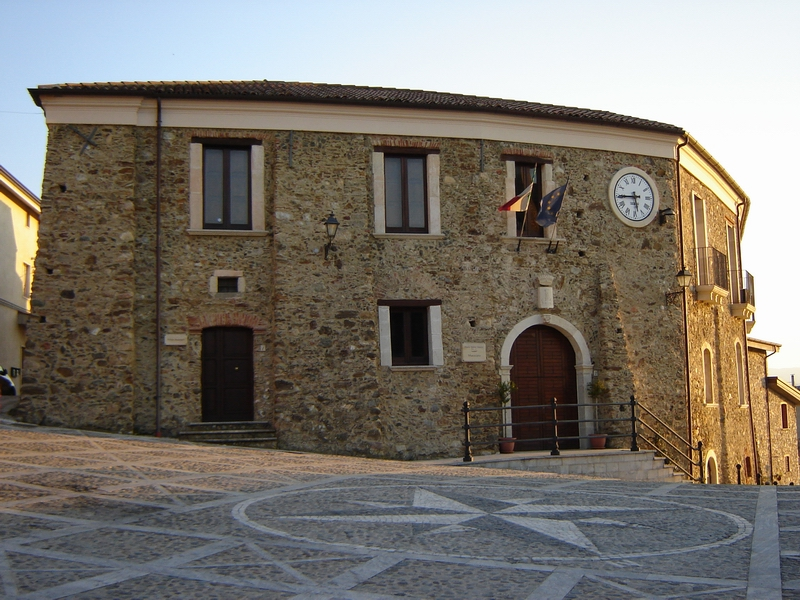
Il Palazzo Ritacca

Da alcuni elementi architettonici e strutturali si può far risalire l'epoca dell'edificio intorno all'anno 1000.

Sorto su precedenti fondazioni conserva tracce della primitiva struttura nell'attuale sala polifunzionale e nel sottoportico che collegava il palazzo ad un vicoletto dell'odierna via Roma.
Solo intorno al XV secolo venne eretto il primo piano con un ordine di finestre ad arco ancora visibile sulla muratura prospiciente via Roma, cominciando ad assumere la conformazione di "palazzo". Nel secolo XVII si aggiunse il secondo piano e nel XVIII secolo, secondo la tradizione popolare, un terzo piano attualmente non più esistente.
L'edificio costruito in pietra locale mista a cemento segue l'andamento della strada principale. Ha un portale lapideo con arco a tutto sesto e decorazione alla chiave di volta. Nella sagoma delle finestre, costituita da una traversa orizzontale lignea(sovrastata da mattoncini rossi) sorretta da piedritti ad asse verticale in tufo calcareo delle cave di Mendicino, si è avvertita la necessità fondamentale di risolvere con intuizione artigianale, i problemi statici connessi ai frequenti terremoti.

Emblema della storia e delle tradizioni locali, si suppone che originariamente non doveva essere un palazzo nobiliare bensì una sorta di deposito per la comunità di profughi cosentini scampati alle invasioni saracene.
Non è noto chi siano stati i proprietari nel corso dei primi secoli. Nel XV secolo fu probabile dimora di una nobile famiglia denominata "Angiò". Nel corso del XVI secolo fu sede di corte giudiziaria, vi fu praticata giustizia sommaria a causa di briganti che infestavano il territorio. La tradizione popolare racconta che le teste mozzate dei malviventi venivano esposte alle finestre del palazzo.
Nel 1830, uno dei più illustri personaggi di Zumpano, il patriota risorgimentale Angelo Ritacca, vi stabilì la sede di una delle prime Vendite Carbonare della provincia cosentina. Le fonti storiche più recenti indicano infatti come proprietari del palazzo dalla fine del 1700 a circa l'intero 1800, la famiglia Ritacca. Si ignora il motivo per cui gli eredi di Angelo Ritacca caddero in rovina;il cospicuo patrimonio familiare fu in parte espropriato e messo all'asta, in parte venduto per necessità. I figli all'epoca minori di Pietro Ritacca (a sua volta figlio di Angelo): Carolina, Pasquale, Maria Candida e Rosa furono costretti a vendere per la somma di £10.000,00 il suddetto palazzo e altri immobili, che furono acquistati il 17 settembre 1889 da Pasquale Valentini.
Della famiglia Ritacca si persero le tracce.

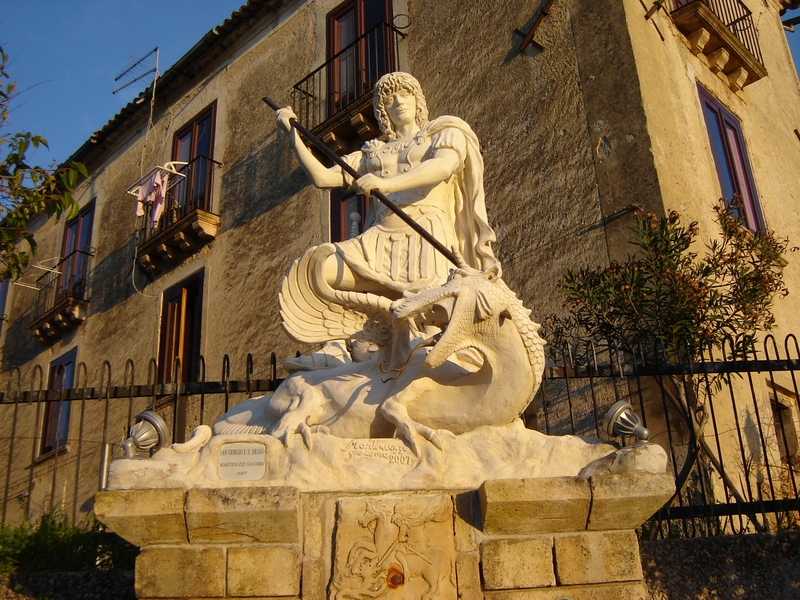
Statua di San Giorgio

A quell'epoca, palazzo Ritacca, aveva le caratteristiche di una ridente costruzione signorile, ampia, accogliente e luminosa che si affacciava sulla piazza e disponeva all'interno di una corte comune; gli spazi comuni erano infatti abbastanza numerosi e diffusi mentre i vani a cui spesso si aggiungeva un "orticello" erano di solito pochi, l'edificio infatti era suddiviso in più parti, comunemente detti "quartini". Venne affittato a più famiglie, la maggior parte delle quali "allargate", nel senso che i nuovi nuclei familiari che venivano a costituirsi col matrimonio spesso restavano sotto il tetto di una delle famiglie di provenienza. Molte delle famiglie di cui si ha notizia vivevano delle proprie risorse in quanto l'attività prevalente di quel periodo era quella agricola. Al di fuori dell'abitato, in uno o più spazi comuni, venivano riversati rifiuti di ogni genere. Disponeva inoltre di numerosi annessi: casalini, legnaia, pagliaio, stalla, frantoio, cisterna e forno, contigui oppure distribuiti nelle vicinanze, spesso luoghi di aggregazione comune.
Il palazzo appartenne alla famiglia Valentini fino al 1986, anno in cui fu acquistato dal Comune di Zumpano ed in seguito completamente ristrutturato. Nel tempo lo stabile venne adibito ad altre funzioni, oltre che ad abitazione. Subito dopo l'Unità d'Italia una delle sue stanze fu adattata ad ufficio postale; negli anni '40 del 1900 al piano terra vi fu aperta una cantina ed al primo piano la Camera del Lavoro; fu sede del Comune, sezione di scuola media, ambulatorio medico negli anni '60-'70 del secolo scorso; dal 1973 al 1985 vi furono ospitate le sezioni del Partito Comunista Italiano e della Democrazia Cristiana.

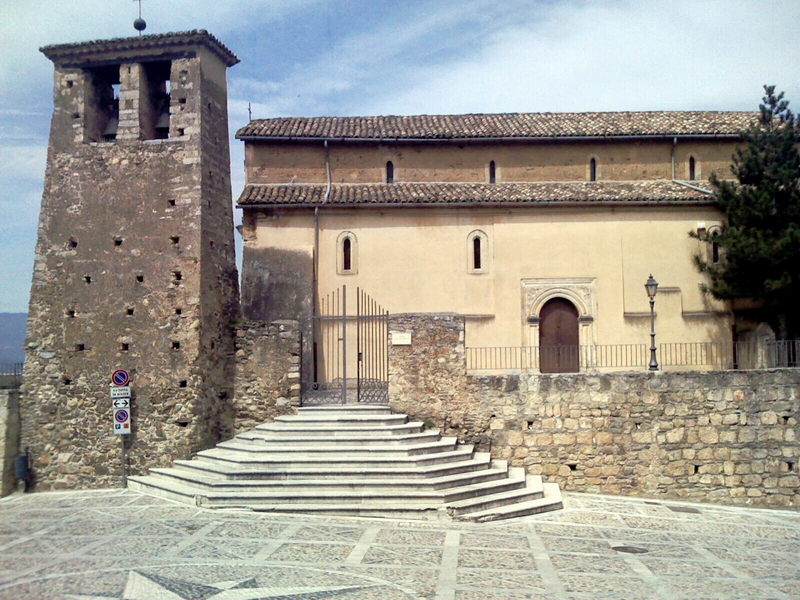
La scalinata della chiesa madre di San Giorgio

Il Borgo vede pervenire nella sua Chiesa Matrice, intitolata al suo Santo eponimo Giorgio, la pala d'altare di Bartolomeo Vivarini. Non esistono, al presente, documenti probatori inappellabili in grado di fare luce sul come e quando la suggestiva ancona sia venuta ad illuminare la Chiesa di San Giorgio. Già nel 1874, lo studioso C.M. L'Occaso sulla rivista Il Calabrese, in un saggio intitolato Tre monumenti d'arte a Morano elabora una tesi che assegna l'ordinazione a Girolamo Sanseverino, principe di Bisignano, ipotesi contrastata dal Cappelli in alcune pubblicazioni degli anni ‘20 e ‘30 del passato secolo, il quale afferma che molto raramente furono affidate commissioni dalla gente di Calabria ad artisti residenti oltre Napoli o Roma. Sembra accreditarsi dunque la tesi attribuita dal Cappelli prima, confermata dalla Di Dario Guida poi, a Rutilio Zeno, Vescovo di San Marco Argentano, precedentemente precettore di Francesco d'Aragona, che «…per sdebitarsi verso i Principi Sanseverino ai quali era amicissimo e obbligatissimo…» avrebbe commissionato, passando da Venezia nel corso di un viaggio, sia il Polittico di Morano che il Trittico di Zumpano. Per il Trittico in questione le motivazioni della committenza potrebbero, tuttavia, anche essere imputate non tanto alla particolare situazione storica del contesto calabrese fra potenti famiglie laiche come quella dei Sanseverino e illuminati esponenti del clero quale fu Zeno, quanto, piuttosto, alla fervente politica di diffusione e sviluppo degli Agostiniani in Calabria, e nella provincia di Cosenza in particolare, di cui fu fautore, tra i tanti, il giovane Francesco Marino di Zumpano (1455-1519) ardente fondatore degli Agostiniani Riformati. È lecito ipotizzare una sinergia fra Zeno e il giovane frate Francesco, determinata anche da un'accorta riflessione politica del primo, che condivideva la politica dei Superiori dell'Ordine agostiniano volta a un'azione moralizzatrice capace di produrre “exempla” utili a placare l'amarezza e il dissenso della popolazione, nonché favorevoli ad aprire canali di comunicazione credibile con un tessuto sociale critico nei confronti del potere sia laico che religioso. La pregnanza degli elementi sopra citati, conferirebbe senso e spiegherebbe finalità e motivazione determinanti l'indicazione fornita dallo Zeno, in fase di committenza alla bottega vivarinense, circa l'adozione delle figure del San Giorgio e del Sant’Agostino che affiancano la Vergine. Un ulteriore conforto sull'ipotesi di committenza proverrebbe dal secondo trattatello, nel corpo dell'opera I libri delle virtù sociali dell'umanista Pontano, che indicherebbe come eponimo della virtù della beneficenza il medesimo Zeno. Veniamo ora alla descrizione dell'opera: Il dipinto a tempera su tavola, separata in tre scomparti, è accolto in una coeva cornice scolpita e dorata, modellata a gugliette ogivali di gusto e fattura tipicamente veneti. La Vergine, sul cui grembo si assesta il Bambino dalle carni possentemente tornite di luminescenze bronzee rievocanti certi putti donatelliani, non ha più il volto delicatamente aristocratico ricorrente nelle tipologie figurative di Bartolomeo. Maggiormente umanizzati, quasi plebei, i tratti si dilatano in forme che ci fanno scorgere, nella qualità calda della sostanza-colore, ricordi di tipo antonellesco. Il trono accoglie, nei suoi margini, la Vergine costruita con geometrica sensibilità, il cui volume è raccolto entro la simbolica azzurra sacralità del manto, disposto in pieghe larghe e monumentali sulla veste rubescente, aspra di luci diamantine caratteristiche dei modi di Bartolomeo. ]...[ Sulla sinistra, il San Giorgio, dalla bella, energica testa “pisanelliana”, campeggia, con l'incandescente veste corta e la corazza, sul drago dai verdi cupi che, nella luminescenza argentea della gola trafitta, riflette gli spasimi dell'agonia. Il corto mantello, trattenuto da fermagli sulle spalle e ricadente sul petto del nobile guerriero bruno, riprende i medesimi toni di colore della veste del Bambino in una sorta di allusione sacrale alla ”imitatio Christi” caratterizzante la Santità. La tavola di destra, reca la solenne rappresentazione, di un Sant'Agostino dal volto accigliato, spirante un profondo senso di “auctoritas”, e dalla breve barba, curata quasi fosse lavorata da un orafo, in tonaca nera e prezioso piviale serico amaranto, ornato di una larga fascia decorata a ricami che scandiscono icone testamentarie, foderato di seta violacea, analoga, nelle lucentezze cromatiche, al drappo che si staglia alle spalle della Vergine. Oggi il Trittico è stato brillantemente restaurato e restituito alla piena godibilità del pubblico.

## Società

### Evoluzione demografica
Abitanti censiti

## Infrastrutture e trasporti
Il comune è interessato dalle seguenti direttrici stradali:

## Economia
L'abitato di Zumpano fa parte della fascia delle colline chiamata presila e si trova a 429 metri sul livello del mare ed è situato sul versante orientale della valle del Crati.
Oggi Zumpano, sfruttando la sua posizione confinante con il capoluogo Cosenza, è un comune in rapido sviluppo sia dal punto di vista degli insediamenti commerciali (grande distribuzione) che per quanto riguarda l'edilizia di tipo residenziale.

## Amministrazione
- 2001-2006 Sindaco Claudio Carelli
- 2006-2011 Sindaco Claudio Carelli
- 2011-2016 Sindaco Maria Lucente
- 2016-2021 Sindaco Maria Lucente
- 2021- Sindaco Fabrizio Fabiano